# Дерево жизни (мифология)

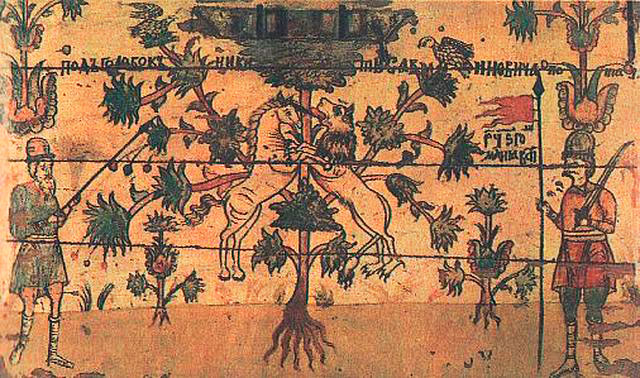
Древо жизни, лев, единорог и символическая стража сундука. Рисунок на сундуке. Северная Двина. 1688 год

Дерево жизни (древо жизни, ивр. עֵץ הַחַיִים‎: эц hа-хаим, церк.-слав. древо животное, райское древо) — мифологический образ во многих культурах. В славянской народной традиции вариант мирового древа. В фольклоре — мотив, отражающий представления о библейском древе жизни посреди рая (Быт. 2:9). Концепция Древа Жизни использовалась в религии, философии и мифологии. Обозначает взаимосвязь всей жизни на планете и служит метафорой для общего происхождения в эволюционном смысле.
Термин древо жизни может также быть использован в качестве синонима священного древа.
Древо знания, связывающее небеса и подземный мир, а также древо жизни, связывающее все формы жизни, оба являются формами мирового древа или космического древа, и изображаются в разных религиях и философиях как одно и то же дерево.

## Мифология и религия
В фольклоре, мифах и художественной литературе упоминаются различные деревья жизни, часто связанные с бессмертием и плодородием.

### Шумеро-аккадская мифология
В шумеро-аккадской мифологии Дерево жизни представлено серией узлов и перекрещивающихся линий. По всей видимости, важный религиозный символ, часто связанный с орлоголовыми богами и жрецами или царём. Ассириологи не смогли прийти к соглашению о значении этого символа. Название «Дерево Жизни» было отнесено к этому символу современными учёными; оно не использовалось ассирийскими источниками. По сути, нет никаких текстовых свидетельств, относящихся к этому символу. Изначально Дерево Жизни упомянуто в работе Симо Парполы «The Assyrian Tree of Life: Tracing the Origins of Jewish Monotheism and Greek Philosophy», однако позже были опубликованы статьи, как критикующие его мнение, так и развивающие тему.

### Древнеегипетская мифология
В египетской мифологии и в эннеаде Гелиополиса первой парой являются Исида и Осирис (помимо Шу и Тефнут, а также Геб и Нут). Считалось, что они произошли от акациевого дерева Иусат, которое египтяне считали деревом жизни, называя «деревом, в котором жизнь и смерть объединены». В мифе говорится, что впоследствии Сет убил Осириса, положил его в гроб и сбросил в Нил, а гроб стал единым целым с корнями дерева тамариск.
Египетское священное дерево, сикомор, «стоит на пороге жизни и смерти, связывая два мира».

### Персидская мифология
В персидской мифологии (до ислама) древо жизни описывается как огромное священное дерево, носящее на себе все семена. Дьявол (Ариман) создал лягушку, которая должна была взобраться на дерево и уничтожить его, надеясь помешать вырасти всем прочим деревьям на земле. В ответ Бог (Ахура Мазда) создал двух рыб наблюдать за лягушкой и охранять древо. Поскольку Ариман является ответственным за всё зло, включая смерть, а Ахура Мазда — за всё добро, концепция мирового древа в персидской мифологии очень близка к концепции Дерева Жизни.

### Китайская мифология
В китайской мифологии изображение Дерева жизни включает в себя феникса и дракона; дракон часто представляет бессмертие. В даосских повестях на дереве жизни раз в три тысячи лет созревает персик. Тот, кто его съест, получает бессмертие.
В 1990 году в Саньсиндуе, в Сычуани (Китай), было сделано археологическое открытие — жертвенная яма, датированная XIII столетием до нашей эры. Она содержит три бронзовых дерева, одно из них 4 метра в высоту. В основании были дракон и фрукт, свисающий с нижней ветви. А сверху было помещено птицеподобное существо (феникс) с когтями. Также в Сычуани было найдено ещё одно дерево жизни, датированное поздней династией Хань. Керамическое основание охраняется рогатым зверем с крыльями. Вместо листьев у этого дерева монеты и люди. На вершине находится птица с монетами и солнцем.

### Армянская мифология
В армянской мифологии Древо Жизни (Կենաց Ծառ) является религиозным символом, оно помещалось на стенах крепостей и броне воинов. Ветви дерева были равномерно распределены справа и слева от главного ствола; на каждой ветви рос один лист, и один лист на самой вершине дерева. По обе стороны от дерева изображались слуги, каждый протягивал одну руку к дереву, как будто они заботятся о нём.

### Тюркская мифология
Древо жизни — один из наиболее часто встречающихся мотивов в искусстве тюркских народов. Древо жизни является важным объектом тюркской культуры, упоминается и в тюркской мифологии.
Среди многочисленных орнаментов, встречающихся на азербайджанских коврах, заметное место принадлежит сюжету «древа», который широко распространён в изобразительном искусстве Азербайджана. Вариацией «древа жизни» является символическое изображение «якоря», который по форме напоминает стрелу, а в гянджинских и карабахских коврах часто изображается фантастическое дерево Ваг-ваг. Изображение фантастического дерева Ваг-ваг часто встречается на тебризских и карабахских коврах. Плоды этого дерева, согласно мифологии, похожи на переговаривающиеся головы людей и животных, а листья утром раскрываются и вечером опадают. Со временем изображение дерева Ваг-ваг становится просто элементом орнамента, на ковре «Лям-па» оно помещено на концах «губпа», напоминающих птичьи головы.
Казахи называли древо жизни Байтерек. Корни этого дерева находятся в подземном мире, само дерево, его ствол — в земном, а крона — в небесном.
Алтайские тюрки считают, что нижняя зона (корни древа) — мир душ предков, которых оберегает бог Эрлик вместе с подругой Тенгри-Умай. Эрлику подчиняется нижняя зона мира — духи предков, Эрлик является опорой Древа Жизни, придает ему импульс вечности. Благодаря ему происходит круговорот жизни в мире. 
В языке крымских татар древо жизни имеет название «омюр агъач» (тур. Омюр — мир, вселенная, агъач — дерево) и дословно переводится как «мировое дерево». Для крымских татар символ древа также связан с жизнью рода и благополучия. Мотив древа жизни получил наибольшее распространение как элемент декора в вышивке одежды, а также предметов домашнего обихода.
У малоазийских турок священными были сосна и можжевельник. Они считали, что люди связаны с деревьями, а дерево напрямую ассоциировалось с матерью-Богиней.
Дерево в народной культуре и мифологии чувашей — объект поклонения. Аналог Древа жизни в традиционной чувашской народной культуре носит название киреме́т.

### Скандинавская мифология
В скандинавской мифологии известен Иггдрасиль, Мировое Древо, массивное дерево (иногда — ясень или тис), с ним связано множество мифов. 

### Славянская мифология
Дерево жизни (ст.‑слав. и др.-рус. древо животьное) — в славянской народной традиции вариант мирового древа, в фольклоре — мотив, отражающий представления о библейском древе жизни, посаженном Богом среди рая. Фольклорный мотив отражает представление о мировом дереве, моделирующем мир («трёхугодливое дерево» славянских песен, где в кроне обитает соловей, в стволе — пчёлы, у корней — горностай).

### Финно-угорская мифология
В удмуртской мифологии мировое древо — Писпу пужы — простирается в три мира: нижний (где главенствует бог Кылдысин), средний (где главенствует бог Куазь) и верхний (где главенствует бог Инмар). Его символ сохраняется в вышивке, в частности, на углах «сюлык» — головных платков, которыми замужние женщины покрывались непосредственно после свадьбы.

### Иудаизм
В книге «Берешит» (Книга Бытия) древо жизни (ивр. עץ חיים‎ эц хаим) — дерево посреди райского сада, плоды которого дают вечную жизнь. Во время изгнания из рая после грехопадения Адам и Ева теряют доступ к этому дереву.
И сказал Господь Бог: вот, Адам стал как один из Нас, зная добро и зло; и теперь как бы не простер он руки своей, и не взял также от дерева жизни, и не вкусил, и не стал жить вечно.(Быт. 3:22)
В Книге притчей Соломоновых древом жизни названы Тора и мудрость:
«Она — древо жизни для тех, которые приобретают её, — и блаженны, которые сохраняют её!» (Прит. 3:18), а также: «Кроткий язык — древо жизни, но необузданный — сокрушение духа» (Прит. 15:4).
В «Книге Еноха» сказано, что во время великого суда всем, чьё имя есть в Книге Жизни, Бог даст плод с Дерева жизни.
Эц Хаим часто используется как имя для иешив, синагог, для произведений раввинстической литературы, а также как название деревянных шестов, на которых намотан Свиток Торы.

### Каббала
В каббале Дерево жизни изображается десятью связанными элементами, представляя центральный символ каббалы. Это дерево представляет собой 10 сфирот силы божественной реальности. Пантеистический и антропоморфный акцент этой эманационной теологии интерпретирует Тору, еврейские обряды и цели существования как символическую эзотерическую драму единения в сфирот, восстанавливая гармонию Творения. Со времён Ренессанса еврейская каббала является важной традицией в не-еврейской западной культуре, сначала через принятие христианской каббалой, а затем появившись в оккультной герметической Каббале. Эти адаптации иудейского дерева жизни синкретичны за счёт ассоциирования с другими религиозными традициями, эзотерическими теологиями и магическими практиками.

### Христианство
В дополнение к Еврейской Библии дерево жизни символически описано в Книге Откровения как обладающее следующими свойствами: «И показал мне чистую реку воды жизни, светлую, как кристалл, исходящую от престола Бога и Агнца. Среди улицы его, и по ту и по другую сторону реки, древо жизни, двенадцать раз приносящее плоды, дающее на каждый месяц плод свой; и листья дерева — для исцеления народов» (Откр. 22:1–2).
В католическом христианстве Дерево Жизни представляет собой безупречное состояние человечества, свободного от разложения и первородного греха, до грехопадения. Папа Бенедикт XVI сказал, что «крест является истинным древом жизни». Святой Бонавентура учил, что лечебный плод с Дерева Жизни представляет Иисуса Христа. В свою очередь святой Альберт Великий учил, что евхаристия, тело и плоть Христова, является плодом с дерева жизни.
В восточном христианстве дерево жизни представляет собой любовь Бога. Св. Исаак Сирин говорил, что «Рай есть любовь Божия, в которой наслаждение всеми блаженствами», и что «древо жизни есть любовь Божия».

## Наука
Дерево жизни также является метафорой, описывающей отношение друг к другу всей жизни на Земле в контексте эволюции. Чарльз Дарвин говорил о видении эволюции, как «извилистого берега», в «Происхождении видов». Однако единственная иллюстрация представляет собой ветвящуюся диаграмму, похожую на дерево.

От первого роста дерева отделяется множество ветвей, которые потом разрушаются и опадают; и эти опавшие ветви представляют собой целые порядки, семьи и поколения, которые теперь не живут, и о которых известно лишь по ископаемым и окаменелостям. Когда мы там, мы видим тонкую, упорно растущую веточку, растущую из разветвления дерева внизу, которая всё ещё жива. Иногда мы видим животных, вроде Орниторинкус (Утконос), или Лепидосирен (Американский чешуйчатник), которые в малой степени связаны со своими более крупными ветвями жизни, и которые, по всей видимости, избежали смертельной конкуренции за счёт населения защищённой станции. По мере того, как почки растут, и, если пригодны, вырастают в ветви и перекрывают более слабые ветви, и так за поколением поколение; я верю, что это великое Древо Жизни, которое наполняет мёртвые и сломанные ветви корой земли, и покрывает поверхность своим всё время растущими и красивым ветвлением.— Чарльз Дарвин, «Происхождение видов»

## В культуре
В мире существуют скульптурные композиции, посвящённые Древу жизни. Одна из них находится в России.

Памятник «Дерево жизни», Ростов-на-Дону, Россия

Кельтское дерево жизни Джен Делис.

В «Dictionaire Mytho-Hermetique», книге известного алхимика Антуана-Жозефа Пернети Дерево Жизни ассоциируется с эликсиром жизни и философским камнем.
Современная валлийская художница Джен Делис создала кельтский символ Дерева Жизни, основанный на культе почитания деревьев древних кельтов и традиционных изображениях кельтов.
В книге «Eden in the East» (1998) Стивен Оппенгеймер предполагает, что традиция поклонения деревьям происходит из Индонезии и распространилась в ходе событий около 8000 года до нашей эры, получивших название «Younger Dryas», когда поднялся уровень моря. Эта традиция достигла Китая (провинция Сычуань), затем Индии и Ближнего Востока. Наконец, финно-угорская ветвь этой религии распространилась через Россию в Финляндию, где дала начало скандинавскому мифу об Иггдрасиле.